# Keizerrijk Servië
Het keizerrijk Servië (Servisch: Српско Царство, Srpsko Carstvo) was een middeleeuws keizerrijk in de Balkan dat bestond van 1346 tot 1371.

## Geschiedenis
Het middeleeuwse Servië bereikte zijn hoogtepunt in het midden van de veertiende eeuw onder koning Stefan Dušan die zichzelf in 1345 in de stad Serres uitriep tot tsaar (keizer). Hij werd op 16 april 1346 gekroond in Skopje als Tsaar van de Serviërs en Grieken.
De tsaar opende nieuwe handelsroutes en versterkte de economie van het land. Het rijk floreerde en het land was een van de meest geëvolueerde landen uit die tijd. Enkele van de grootste kunstwerken uit de Servische cultuur stammen uit deze tijd.
De tsaar verdubbelde de omvang van zijn vroegere koninkrijk en veroverde gebieden in het zuiden, zuidoosten en oosten ten koste van het Byzantijnse Rijk. Hij werd opgevolgd door zijn zoon Stefan Uroš V die de bijnaam Zwakke kreeg. De bijnaam kan ook betrekking hebben op de staat van het keizerrijk dat langzaam in een feodale anarchie belandde. Er was ook een nieuwe dreiging. Het Byzantijnse Rijk was gevallen en in de plaats kwam het Ottomaanse Rijk dat zich van Klein-Azië naar Europa uitbreidde.

Keizerrijk Servië rond 1350
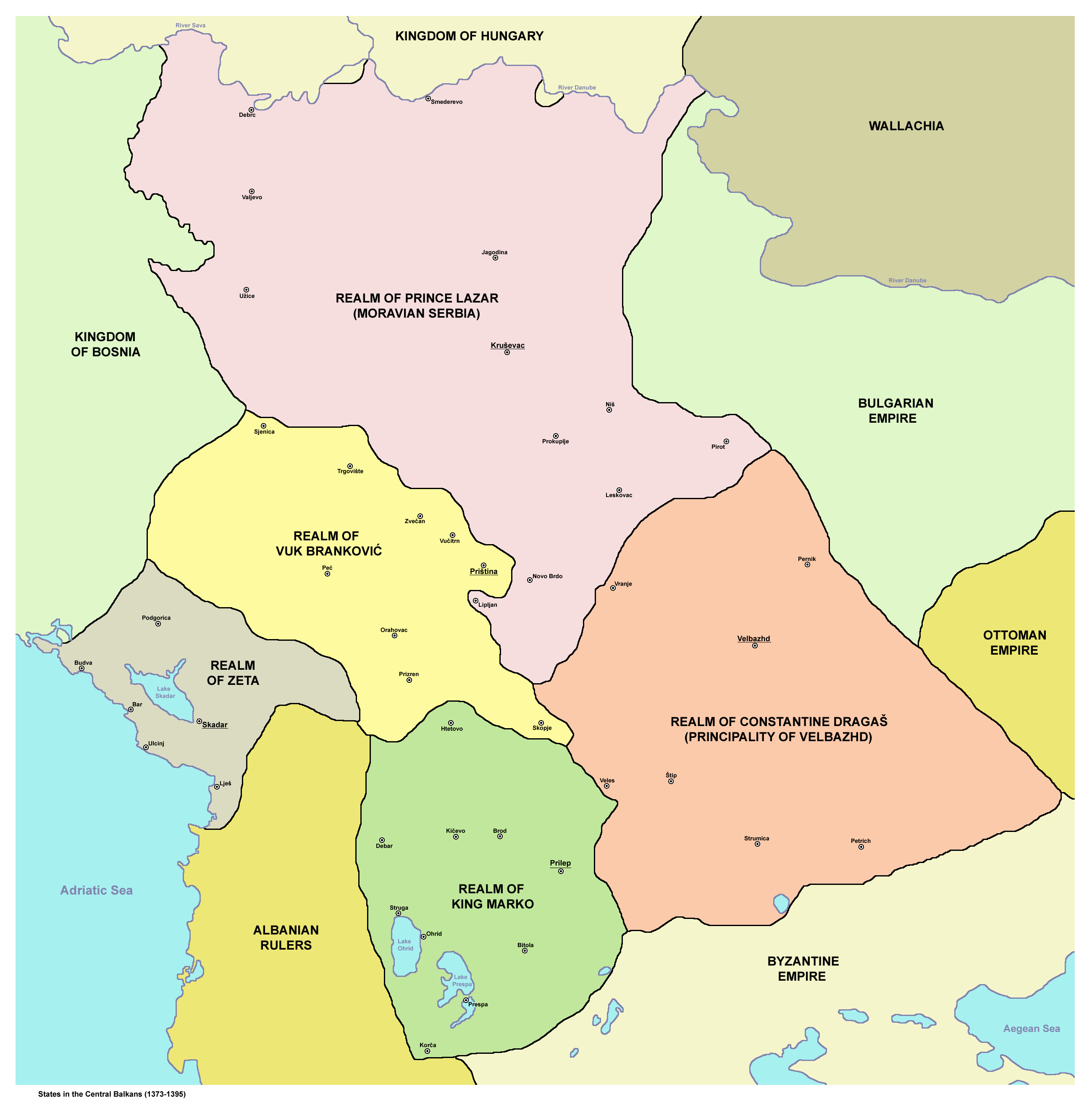
Centrale Balkan na uiteenvallen van het Servische Rijk in de 14e eeuw (1373-1395)

## Verval
Uroš was incompetent en kon het grote keizerrijk niet aan. Hij kon de buitenlandse aanvallen niet afweren en kreeg ook tegenstand in eigen land waar de adel niet altijd zijn gezag erkende.
Na de in 1371 van de Ottomanen verloren slag bij Maritsa viel het keizerrijk Servië uiteen in het despotaat Kosovo onder leiding van Vuk Branković,  Moravisch Servië onder Lazar Hrebeljanović, het vorstendom Zeta onder Đurađ I, het banaat Bosnië onder Tvrtko I van Bosnië,  de heerlijkheid Prilep onder Marko Mrnjavčević en het despotaat van Velbazhd onder de broers Johannes en Constantijn Dragaš.

## Tsaren

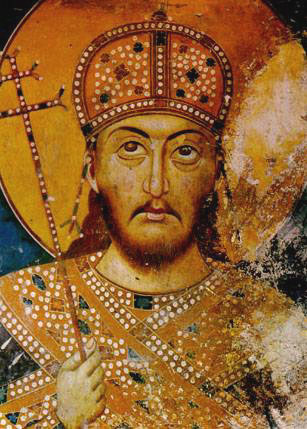
Stefan Dušan, Servische tsaar (1346-1355)

- Stefan Uroš IV Dušan (1346-1355)
- Stefan Uroš V (1355-1371)